# 어도비 쇼크웨이브
어도비 쇼크웨이브(Adobe Shockwave, 이전 이름은 매크로미디어 쇼크웨이브)는 멀티미디어 플레이어 프로그램으로, 처음에는 매크로미디어사가 개발하다가 2005년에 어도비 시스템즈에 인수되었다. 이 프로그램을 사용하면 어도비 디렉터 응용 프로그램들이 인터넷 상에 출판되어 쇼크웨이브 플러그인이 설치된 컴퓨터의 웹 브라우저에서 볼 수 있는 기능이 제공되었다.
2019년 2월에 지원 중단이 발표됐으며, 4월 9일에 지원이 중단되었다.

## 역사
- 쇼크웨이브 1 : 넷스케이프 내비게이터 2.0용 쇼크웨이브 플러그인이 1995년에 출시됨.
- 쇼크웨이브 5 : Afterburner가 Xtra로서 디렉터 5.0 저작 도구로의 통합
- 쇼크웨이브 6 : 쇼크웨이브 오디오 (swa) 지원.
- 쇼크웨이브 7 : 쇼크웨이브 멀티유저 서버 지원. 이미지 및 캐스팅을 비롯한 링크 미디어 지원.
- 쇼크웨이브 8.5 : 렌더링을 포함한 인텔의 3차원 기술 지원
- 쇼크웨이브 10 : 맥 오에스 텐 10.3 이하 및 맥 오에스 9을 지원하는 마지막 버전
- 쇼크웨이브 11 : 인텔 기반 맥 지원
- 쇼크웨이브 12

## 같이 보기
- 어도비 플래시
- 어도비 애크러뱃
- 마이크로소프트 XNA
- 마이크로소프트 실버라이트